# Heilig Kreuz (Winsen)

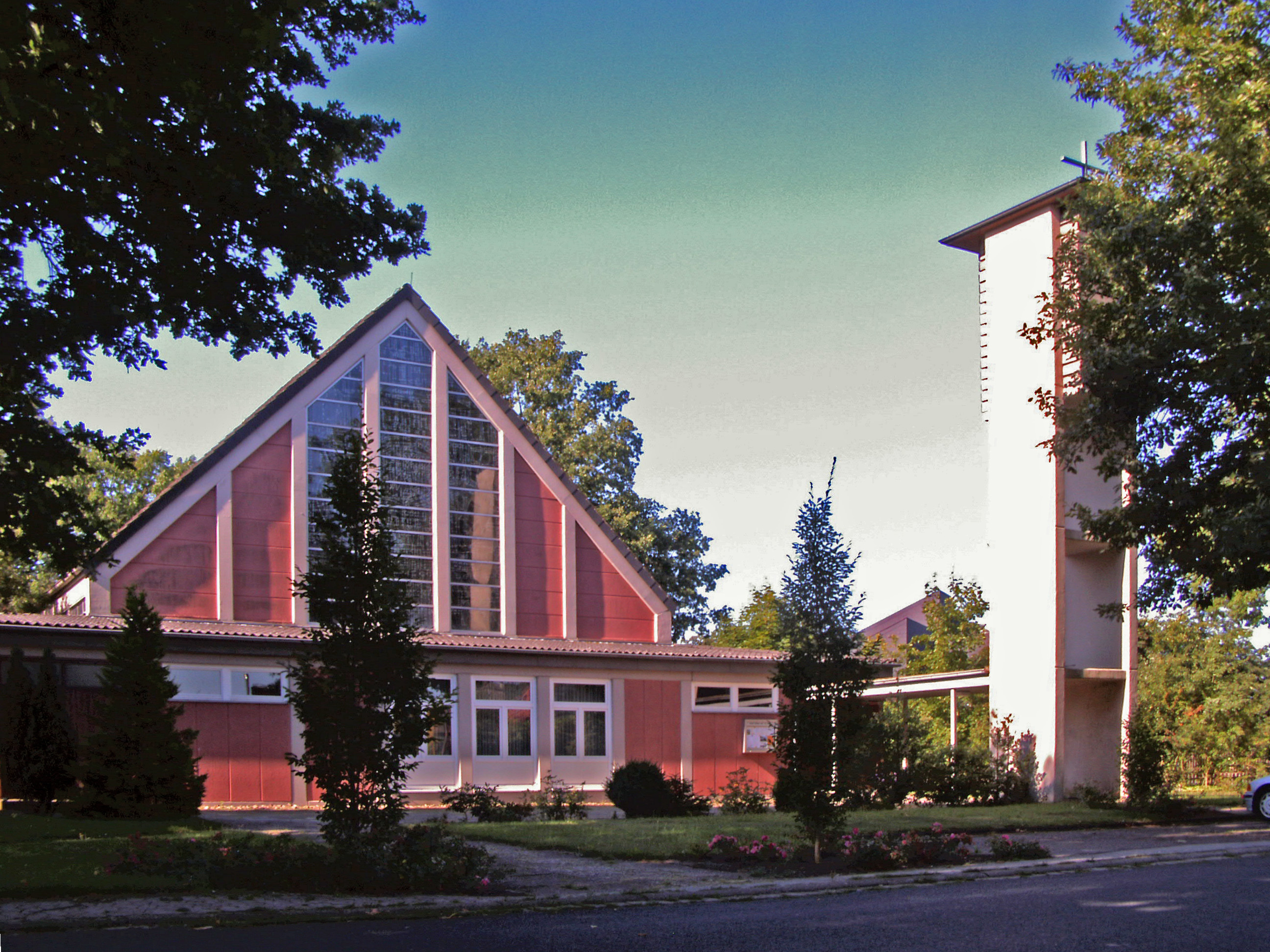
Heilig-Kreuz-Kirche

Heilig Kreuz ist die katholische Kirche in Winsen (Aller), einer Gemeinde im Landkreis Celle in Niedersachsen. Sie gehört zur Pfarrgemeinde Hl. Schutzengel mit Sitz in Hambühren, im Dekanat Celle des Bistums Hildesheim. Die nach dem Kreuz Jesu benannte Kirche befindet sich in der Stechinellistraße 41/43 (Ecke Meißendorfer Kirchweg).

## Geschichte
In Folge des Zweiten Weltkriegs vergrößerte sich die Zahl der Katholiken in dem seit der Reformation evangelischen Gebiet um Winsen durch den Zuzug von Flüchtlingen und Heimatvertriebenen aus den Ostgebieten des Deutschen Reiches erheblich. Zunächst gehörten die Katholiken in Winsen zur Pfarrgemeinde Maria Hilfe der Christen in Wietze.
1971 wurde in Winsen die Heilig-Kreuz-Kirche erbaut, am 4. Dezember 1971 erfolgte ihre Benediktion durch Bischof Heinrich Maria Janssen. Seit 1984/85 gehört die Kirche zur Pfarrgemeinde Hl. Schutzengel in Hambühren. Im Juni 2010 bekam die Kirche einen neuen Innenanstrich, der durch Ehrenamtliche aus der Gemeinde durchgeführt wurde.

## Architektur und Ausstattung
Die Kirche wurde nach Plänen von Josef Fehlig vom Diözesanbauamt erbaut, ausgeführt als Betonfertigteilkirche mit freistehendem Glockenturm. Von diesem Kirchentyp wurden im Bistum Hildesheim eine Reihe weiterer Kirchen erbaut, so 1969 in Altenwalde und Sudmerberg, 1970 in Dungelbeck, Meckelfeld und Poggenhagen, 1971 in Afferde, Hohegeiß, Luthe, Meine und Schwanewede, 1972 in Gifhorn, Ronnenberg, Stederdorf und Wittingen, 1974 in Vorwerk, 1975 in Dransfeld, Münchehof und Rodenberg, und 1976 in Rhüden.